# 曹安民
曹安民（？—197年），東漢時期人物，曹操弟弟的兒子，也為曹操深愛。曹昂的堂兄弟，曹丕的堂兄，死于宛城之战。

## 二子俱失
建安二年197年，曹操南征，率軍到达淯水，張繡率众投降。張繡因曹操強占叔父張濟之遺孀，張繡認為在侮辱其叔父與自己，便因而叛變夜袭曹操营寨，曹操戰敗撤退，大將典韋堵住了寨門阻擋緩慢張繡軍追殺的攻勢，堂兄弟曹昂為了掩護伯父曹操撤退，因而讓馬給其父脫逃，自己隨後步行護衛，典韋和曹昂都被張繡軍殺害。曹安民因慢步遲遲不能脫險，受困宛城，逃脫不及也死于此战。

## 影视形象
- 2014年电视剧《曹操》：沈渤饰演曹安民

## 登場作品
- 《三國演義》（羅貫中），設定為曹操兄長的兒子，打理著曹操衣食住行，曹安民向曹操推薦張繡叔父張濟遺孀鄒氏，因此曹操強佔鄒氏，導致曹安民等走向正史般死法。[5]
- 《蒼天航路》（王欣太）